# 古賀和則
古賀 和則（こが かずのり、1954年 - ）は、日本の実業家。株式会社バスクリン代表取締役社長兼CEO。日本石鹸洗剤工業会理事。

## 略歴
- 1954年、兵庫県神戸市生まれ。幼少期を広島県で過ごす。
- 創価大学法学部卒業後、津村順天堂(現･ツムラ)広島支店へ入社。その後、ツムラ本社業務部長等を経て、2006年、ツムラより分社化した(株)ツムラライフサイエンスの社長に就任。自ら温泉入浴指導員の資格を持つ[2]。2010年、現在の(株)バスクリンに社名変更[3]。

## テレビ番組
- 日経スペシャル カンブリア宮殿 ニッポンの風呂文化を支えて90年 ロングセラーの入浴剤"バスクリン"（2019年12月12日、テレビ東京）- 出演：バスクリン 社長 古賀和則[4]。